# Herbert William Pugsley
Herbert William Pugsley ( 1868- 1947) fue un recolector de plantas y botánico inglés.

## Biografía
Pugsley hizo varios viajes de colectas de plantas por Francia, España, Alemania, Italia, y Austria.
En España recopila muestras de Narcissus haciendo revisiones de diferentes especies (N. asturiensis (Jord.) Pugsley). En Sierra Nevada, describe el endemismo Narcissus nevadensis Pugsley.
Publicó en 1930, una monografía sobre Euphrasia e identificó tres nuevas especies. Euphrasia pseudokerneri (1936)
Y una monografía sobre Narcissus en 1933, describiendo varias nuevas especies:
- Narcissus albescens Pugsley
- Narcissus alpestris Pugsley
- Narcissus confusus Pugsley
- Narcissus gayi (Hénon) Pugsley
- Narcissus leonensis Pugsley
- Narcissus nevadensis Pugsley
- Narcissus pallidiflorus Pugsley
- Narcissus portensis Pugsley

Otras especies descritas por Pugsley:
- Fumaria purpurea Pugsley (1902)
- Jasione montana L. var. latifolia Pugsley

## Honores

### Eponimia
Llevan su nombre las publicaciones:
- H. W. Pugsley Journal of Botany
- H. W. Pugsley The Naturalist

Especies
- (Papaveraceae) Fumaria pugsleyana (Pugsley) Lidén[1]

- (Amaryllidaceae) Narcissus × pugsleyi Fern.Casas[2]

- (Asteraceae) Hieracium pugsleyi P.D.Sell & C.West[3]

## Obras
- h.w. Pugsley. 1930. A revision of the British Euphrasiae. J Linn Soc Lond Bot 48: 467−544
- ----------------. 1933. A monograph of Narcissus, sub-genus Ajax. Journ. Roy. Hort. Soc. 58:17-93
- ----. 1939. Notes on Narcissi. Journ. Bot.77: 333-337
- ----. 1941. New species of Hieracium in Britain. J. Bot. 79
- ----. 1946. List of British species of Hieracium. J. Ecol. 33 N.º 2
- ----. 1948. A prodromus of the British Hieracia. Bot. J. Linn. Soc. 54: 1–356

- La abreviatura «Pugsley o H.W.Pugsley» se emplea para indicar a Herbert William Pugsley como autoridad en la descripción y clasificación científica de los vegetales.[4]